# Catherine Hagel
Catherine Helen Hagel (28 de novembro de 1894 - 6 de dezembro de 2008) foi uma supercentenária estadunidense. Ela morreu aos 114 anos e 8 dias.